# Strogino (metropolitana di Mosca)
Strogino (in russo: Строгино) è una stazione della Linea Arbatsko-Pokrovskaja, la linea 3 della Metropolitana di Mosca. Prende il nome dal quartiere densamente popolato chiamato Strogino; è stata inaugurata il 7 gennaio 2008.
In origine era stata progettata per divenire parte di una grande linea radiale, la cui costruzione iniziò alla fine degli anni ottanta; i grandi ritardi nei finanziamenti fecero però fermare i lavori, che ripresero solo nel 2004. Il design adottato dagli architetti A.Orlov e A.Nekrasov è di una stazione a bassa profondità e a singola volta. Lungo il tunnel, vi sono una serie di rientranze a forma di cuneo che contengono gli elementi di illuminazione. La banchina stessa è ricoperta di granito grigio chiaro e contiene una serie di panchine a forma di freccia costruite in legno e acciaio inossidabile.
La stazione conta due ingressi, situati sotto viale Stroginskij; l'apertura dell'ingresso occidentale, tuttavia, è stata rimandata a causa dei ritardi nella costruzione delle scale mobili a San Pietroburgo. Entrambe le entrate sono collegate a sottopassaggi che portano a grandi atrii sotterranei situati non lontano dall'incrocio con le vie Tallinskaja (a est) e Kolakova (ad ovest).
La stazione è stata parte di un'estensione della linea, di cui è stata capolinea provvisorio. Nel 2009 la Arbatsko-Pokrovskaja ha raggiunto la nuova stazione di Mitino, che ha sostituito Strogino come capolinea provvisorio. Mitino è stata a sua volta sostituita come capolinea da Pjatnickoe Šosse nel 2012.